# Ralph Dacre (1er baron Dacre)
Pour les articles homonymes, voir Ralph Dacre.
Ralph (ou Ranulph) Dacre, 1er baron Dacre (vers 1290 – avril 1339) est un pair anglais qui occupa les postes de shérif du Cumberland et de gouverneur de Carlisle.

## Biographie
Il épouse avant 1319 Margaret Multon, baronne Multon de Gilsland.
En 1321, il est convoqué à la Chambre des Lords en tant que Lord Dacre. En 1331, il est nommé shérif du Cumberland et gouverneur de Carlisle.
Il commande l'armée anglaise lors de la bataille de Dornock en 1333. Il agrandit le Château de Naworth.
À sa mort en 1339, son fils aîné William hérite de ses terres.